# Arundhati Roy
Suzanna Arundhati Roy (1961. november 24. –) indiai írónő és aktivista. 1997-ben írt Az apró dolgok istene (God of Small Things) című regényéért elnyerte az angol Man Booker-díjat, majd 2002-ben a Lannan Kulturális Szabadság díját.

## Élete
Roy az indiai Meghálaja állam fővárosában, Silaungban született, egy keralai, szíriai keresztény anya, Mary Roy lányaként, aki maga is női aktivista a mai napig. Édesapja bengáli hindu volt, aki teaültetvényeken dolgozott. Gyermekkorát a keralai Ajmanamban töltötte, és egy neves kottajami keresztény iskolában tanult (Corpus Christi). Ezután a tamilnádui Lovedale iskolába járt. Végül építészmérnöknek tanult az Újdelhiben lévő műszaki iskolában, ahol találkozott első férjével, az építész Gerard DaCunhaval.
Roy 1984-ben ismerkedett össze a filmes Pradip Krishennel, aki a második férje lett. Az ő hatására Roy is bekerült a filmes világba. Szerepelt egy díjnyertes filmben, a Massey Sahib-ban, melyben egy falusi lányt alakított.
Roy Újdelhiben él.

## Művei
Roy első regényét, Az Apró Dolgok Istenét 1996-ban fejezte be. A könyv félig önéletrajzi tartalmú, melynek legnagyobb része az Ajmanamban töltött gyermekkori élményeit dolgozza fel. A könyvnek világszerte sikere lett, többek között magyar nyelvre is lefordították.
Roy írta az In Which Annie Gives it Those Ones (1989) és az Electric Moon (1992) című indiai tévéfilmek forgatókönyvét, valamint ebben az évben még egy televíziós sorozathoz is írt. Dokumentumfilmjének angol címe a DAM/AGE: A Film with Arundhati Roy (2002).
2007 elején Roy bejelentette, hogy elkezdi írni második regényét, amely A Felhőtlen Boldogság Minisztériuma címmel 2017-ben jelent meg.

### Magyarul
- Az Apró Dolgok Istene (The God of Small Things, 1997); ford. Greskovits Endre; Európa, Bp., 1998

- A Felhőtlen Boldogság Minisztériuma (The Ministry of Utmost Happiness. 2017); ford. Greskovits Endre; Helikon, Bp.,  2017

## Az aktivista

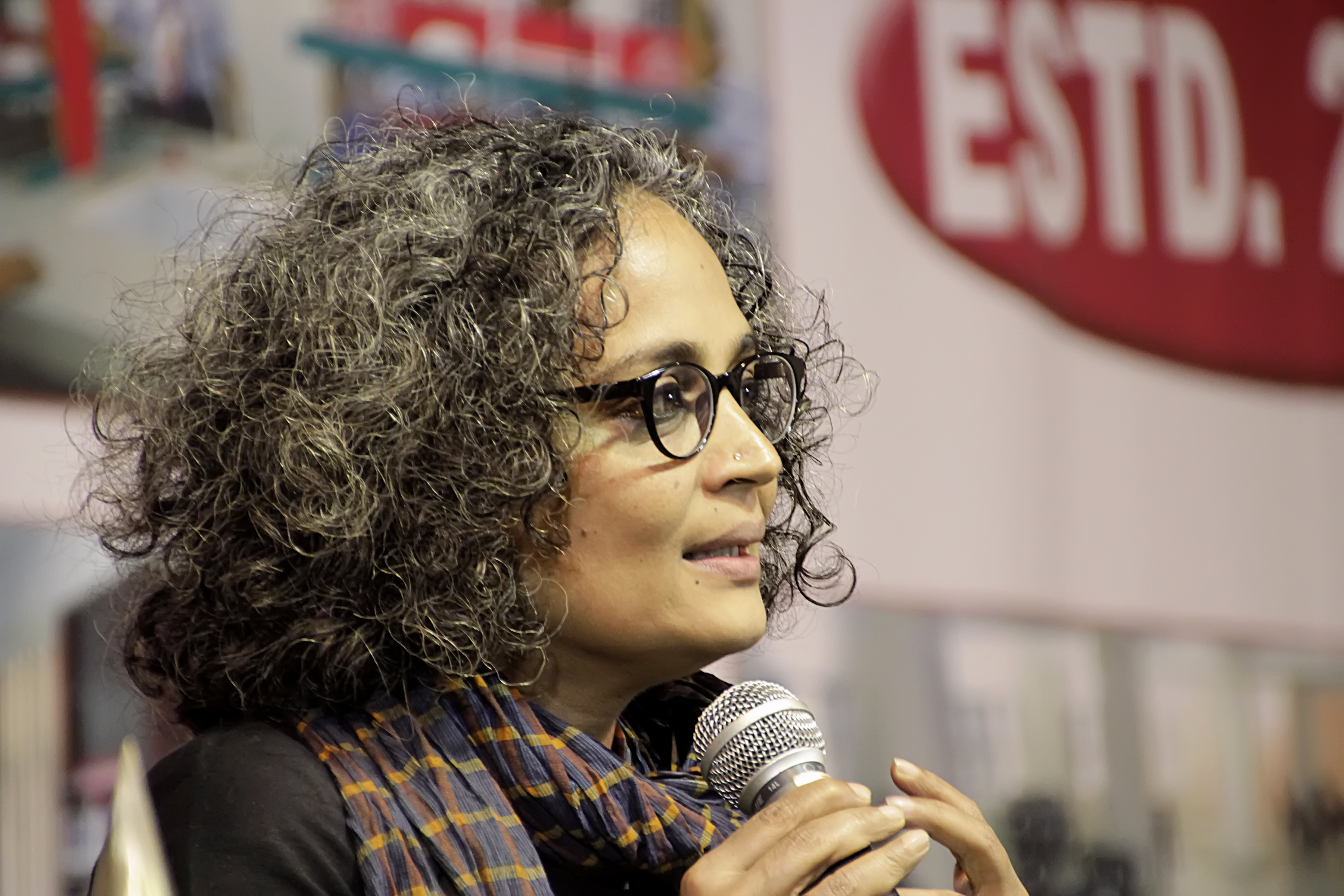
Roy 1997-ben a Man Booker-díj átadási ünnepségén

Roy húsz év alatt mindössze két regényt írt. Első könyve megírása óta főleg politikával foglalkozik, kiadott két esszégyűjteményt, és különböző társadalmi célokért fáradozott. Aktivistaként vehemensen küzd a globalizáció, az „újkori imperializmus” és az Amerikai Egyesült Államok világpolitikája ellen. Továbbá kritikus hangon lép fel India nukleáris fegyverpolitikájával és az újabban Indiában beindult iparosodással, főleg a Narmada Dam projekttel és a hatalmas Enron céggel szemben.

### Roy listája
Roy összegyűjtött egy bizonyítékokból álló listát, hogy az Egyesült Államok mely országokat támadott meg a II. világháború óta. Íme a listája: Kína (1945–46, 1950–53), Korea (1950–53), Guatemala (1954, 1967–69), Indonézia (1958), Kuba (1959–60), Vietnám (1961–73), Belga Kongó (1964), Laosz (1964–73), Peru (1965), Kambodzsa (1969–70), Nicaragua (1980-as évek), Salvador (1980-as évek), Grenada (1983), Líbia (1986), Panama (1989), Irak (1991–99, 2003–07), Bosznia (1995), Szudán (1998), Jugoszlávia (1999) és Afganisztán (2001–07). Ebből mindenki könnyen megállapíthatja, hogy a békés évek a következők: 1947-49, 1955–57, 1974-79, 1990 és 2000. A II. világháború és 1989 közötti évek 73%-ában az Egyesült Államok katonailag jelen volt valamerre a világon. A berlini fal 1989-es lebontása óta (nem számítva az olyan eseményeket, mint amikor Kolumbia kimondottan segítséget kért) az Egyesült Államok katonailag aktív volt az évek legalább 88%-ban.

### Esszéi, beszédei és cikkei
- Insult and Injury in Afghanistan (MSNBC, 2001. október 20.)
- War is Peace (Outlook magazin, 2001. október 29.)
- Stop bombing Afghanistan
- Instant Democracy ( 2003. május 13.)

## Lásd még
- Angol irodalom
- Globalizáció
- Greenpeace